# 790年代
| 千纪： | 1千纪                                                                                  |
| 世纪： | 7世纪 \| 8世纪 \| 9世纪                                                                |
| 年代： | 760年代 \| 770年代 \| 780年代 \| 790年代 \| 800年代 \| 810年代 \| 820年代              |
| 年份： | 790年 \| 791年 \| 792年 \| 793年 \| 794年 \| 795年 \| 796年 \| 797年 \| 798年 \| 799年 |

## 大事记
- 793年——维京人开始侵扰欧洲沿海和不列顛岛屿。
- 794年——京都成为日本首都。

## 出生
- 790年——李贺，唐朝诗人。